# آرشام (پسر داریوش بزرگ)
آرشام ، آرسام (به پارسی باستان: 𐎠𐎼𐏁𐎠𐎶؛ نویسه‌گردانی: Aršāma؛ زبان یونانی باستان: Ἀρσάμης؛ نویسه‌گردانی: Arsames)؛ (۴۸۰ پیش از میلاد در نبرد سالامیس) یکی از شاهزادگان دودمان هخامنشی در قرن پنجم پیش از میلاد بود. او پسر پادشاه بزرگ داریوش یکم و آرتیستون و برادر تنی گئوبروه و برادر کوچکتر و ناتنی خشایارشا بود.
در هنگام حمله خشایارشا به یونان در نبرد ترموپیل  در سال ۴۸۰ پیش از میلاد، آرسام جوان فرماندهی گروه اتیوپیایی‌ها و عرب‌ها را بر عهده داشت. او احتمالاً در نبرد سالامیس کشته شده‌است، مشروط بر اینکه با شخصی که آیسخولوس نامیده می‌شود یکسان باشد.
از سن دقیق آرشام،آرسام در هنگام مرگ اطلاع دقیقی در دست نیست ولی بر اساس توصیفات مورخان که او را به صورت جوانی که هنوز مو از صورتش نروییده بود خوانده‌اند؛ می‌توان سن تقریبی او را بین ۱۶ تا ۱۸ سال دانست.
آرشام ، آرسام در میان پسران داریوش بزرگ بیش از همه به خشایارشا (جانشین داریوش) شباهت داشت.
گاهی از آرشام ، آرسام به عنوان «ارباب مقدس ممفیس» یاد می‌شود، که گاهی منجر به سردرگمی با ساتراپ زنده بعدی یعنی آرسام (پسر کوچک خشایارشا) می‌شود.